# Final de la FA Cup de 2011
En el partido de la final de la FA Cup de 2011 se enfrentaron los equipos de fútbol ingleses Manchester City y Stoke City para obtener el triunfo de la centésima trigésima celebración de la FA Cup, la competición nacional de fútbol más antigua del mundo. Se disputó el 14 de mayo de 2011 en el estadio de Wembley, Londres, ante 88 643 espectadores y se estima que fue visto por ocho millones de televidentes. Para el City fue la novena final, mientras que el Stoke jugó la primera en toda su historia.
Los constantes partidos disputados entre Premier League y otros campeonatos programados en la temporada, suponían un alto nivel de exigencia física y psíquica para ambos clubes. Manchester City pasó por ciertas dificultades en la fase inicial, pues necesitó dos encuentros para eliminar al Notts County. En los siguientes encuentros ante Aston Villa, Reading y Manchester United el City solo necesitó un partido para superarlos. El Stoke City solo disputó dos encuentros en la primera fecha del torneo ante el Cardiff City, después ganó todos, el penúltimo por cinco goles de diferencia ante Bolton Wanderers.
La final de la FA Cup fue muy intensa y se vivió con nerviosismo y tensión hasta los minutos finales del segundo tiempo, cuando el marfileño Yaya Touré marcó el único gol al minuto setenta y cuatro. El resultado final acabó con una racha negativa de treinta y cinco años, la más extensa en la historia del club, después de obtener por última vez un título nacional en 1976. El director técnico del Stoke City, Tony Pulis, destacó el juego de ambos clubes, aunque dijo que «el Manchester City fue el mejor equipo y mereció ganar». Sin embargo, Pulis se sintió decepcionado porque el Stoke dispuso de varias ocasiones de gol que no fueron aprovechadas en su momento. Mientras que Roberto Mancini, técnico del City, se mostró eufórico por el resultado final y dedicó el campeonato a los seguidores: «estoy feliz por los fanes, ellos merecieron ganar esta Copa. Durante mucho tiempo no la ganaron».
Las medallas fueron entregadas por el primer ministro David Cameron. Como ganador del campeonato, Manchester City obtuvo un cupo a la Community Shield 2011 y la Liga Europea de la UEFA 2011-12, pero como habían clasificado para la Liga de Campeones de la UEFA 2011-12 por terminar en tercer puesto en la clasificación final de la Premier League 2010/11, el cupo de la Liga Europea fue cedido al Stoke City por el subcampeonato de la FA Cup. Para celebrar su victoria, el Manchester City desfiló en un autobús descubierto el 23 de mayo de 2011 en el Ayuntamiento de Mánchester. El desfile terminó en el estadio Ciudad de Mánchester ante una multitud de más de 100 000 personas, según los reportes de las autoridades.
Aunque el africano Yaya Touré recibió elogios por su desempeño en la final, el italiano Mario Balotelli fue nombrado jugador del partido. Balotelli restó importancia al premio, sin embargo, el delantero resaltó sus cualidades como futbolista y aseguró sentirse «encantado de haber ayudado a su equipo».
El City obtuvo 1 800 000 £ (2 070 000 euros) por ganar el campeonato, mientras que el Stoke City fue recompensado con £ (1 350 000 euros)

## Antecedentes

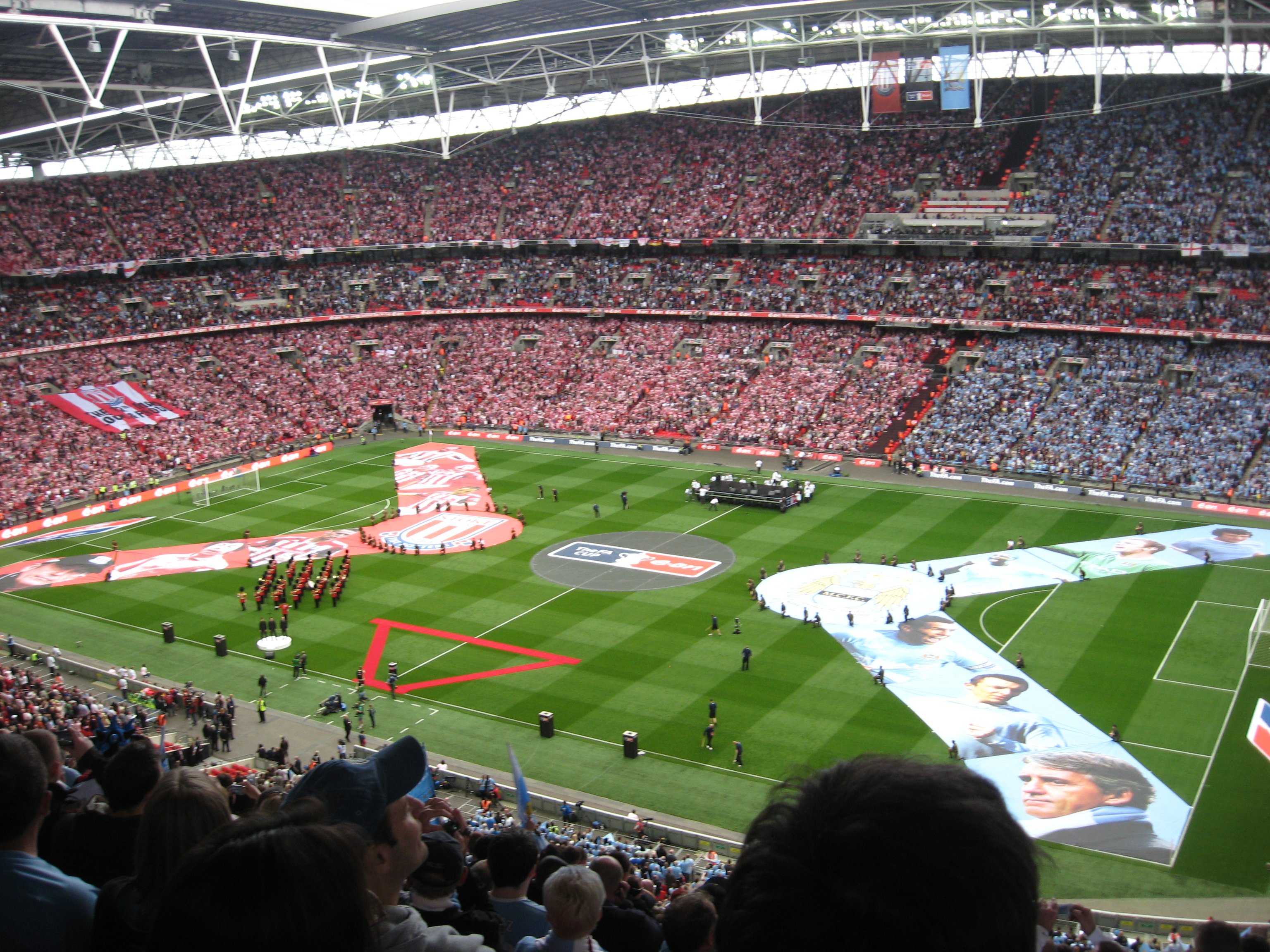
Previa del partido final.

La final de la FA Cup de 2011 era la novena en la historia del Manchester City. Los Citizens ganaron la FA Cup en 1904, 1934, 1956 y 1969, aunque también la perdieron cuatro veces: 1926, 1933, 1955 y 1981. Por su parte, el Stoke City debutaba por primera vez en una final; las mejores actuaciones del Stoke datan de las temporadas 1898-99, 1970-71 y 1971-72, donde llegó a semifinales.
A pesar de que la FA Cup es el torneo de fútbol más antiguo del mundo, la Asociación del Fútbol (FA) fue cuestionada en Inglaterra por varias personas, especialmente por Lawrie Sánchez, quien dijo que la FA «ha perdido un poco el rumbo» y que la FA Cup dejó de ser una de las principales competiciones inglesas: «Por todo el dinero generado por la Premier League y la Liga de Campeones de la UEFA, la Copa de Inglaterra se ha convertido en un ciudadano de tercera clase». Mientras que Harry Redknapp, quien ganó la competición como técnico del Portsmouth en 2007-08, también coincidió con las declaraciones de Lawrie al afirmar que la copa «se ha devaluado» y que «es una pena porque es una competición importante».
Los equipos entraron al escenario deportivo con su indumentaria tradicional, el Stoke con camiseta roja y blanca a rayas y el City con blanco y azul celeste. Varios partidos de la Premier League fueron reprogramados para evitar un cruce con la final, algunos disputándose a las 12:45 p. m. entre sábado y domingo. Por coincidencia, ambos clubes estaban programados para disputar la jornada treinta y siete de la Premier el 14 de mayo, la misma fecha de la final de FA Cup; el partido de liga se disputó el día martes 17 de mayo. Esta situación provocó un disgusto al técnico del Tottenham Hotspur Football Club, Harry Redknapp, porque Tottenham debía enfrentar al City en la Premier para definir un cupo a la Liga de Campeones de la UEFA 2011-12, partido que fue aplazado por las semifinales de la FA Cup. Según Redknapp, era más factible que el City ganara la final de la FA Cup y al Stoke por Premier, para que de esta manera mantuviera la posibilidad de clasificar directamente a la Liga de Campeones de la UEFA 2011-12 y ceder el cupo al Stoke a la Liga Europea de la UEFA 2011-12 por el subcampeonato de la FA Cup. Finalmente el Stoke refutó esta acusación, pero en última instancia evitó algún tipo de confrontación con el Tottenham.
Ambos clubes recibieron aproximadamente 25 000 entradas, una cantidad menor en comparación a los 32 000 cupos asignados para las semifinales. Ante esta situación gran cantidad de personas se sintieron agraviadas por la falta de entradas, incluido el presidente del Stoke City, Peter Coates, quien expresó su decepción y sugirió una asignación especial de 30 000 cupos para los dos clubes. Por otra parte, los precios de las entradas para la final superaron las £ 100 por primera vez, aunque las entradas más costosas superaron las £ 115, un incremento del 22 % respecto a la temporada 2009-10. Las entradas más económicas estaban disponibles por £ 45, un aumento de £ 5 en comparación a 2010.
En cuanto al balón asignado para la final de la FA Cup de 2011, la compañía Umbro proporcionó un modelo llamado «The Umbro Neo Pro», un balón confeccionado con tecnología láser, formado de figuras «geométricas irregulares» y «colores brillantes» según el fabricante británico. La mayoría de balones que se utilizaron en el partido llegaron una semana antes de la final, mientras que la pelota que se utilizó en el saque inicial fue entregada al estadio como un recuerdo del evento.
La canción interpretada el día de la final fue «Abide with Me», cantado por un trío de vocalistas masculinos, mientras que Stacey Solomon, una exconcursante de The X Factor interpretó «God Save the Queen».

## Camino a la final

### Manchester City

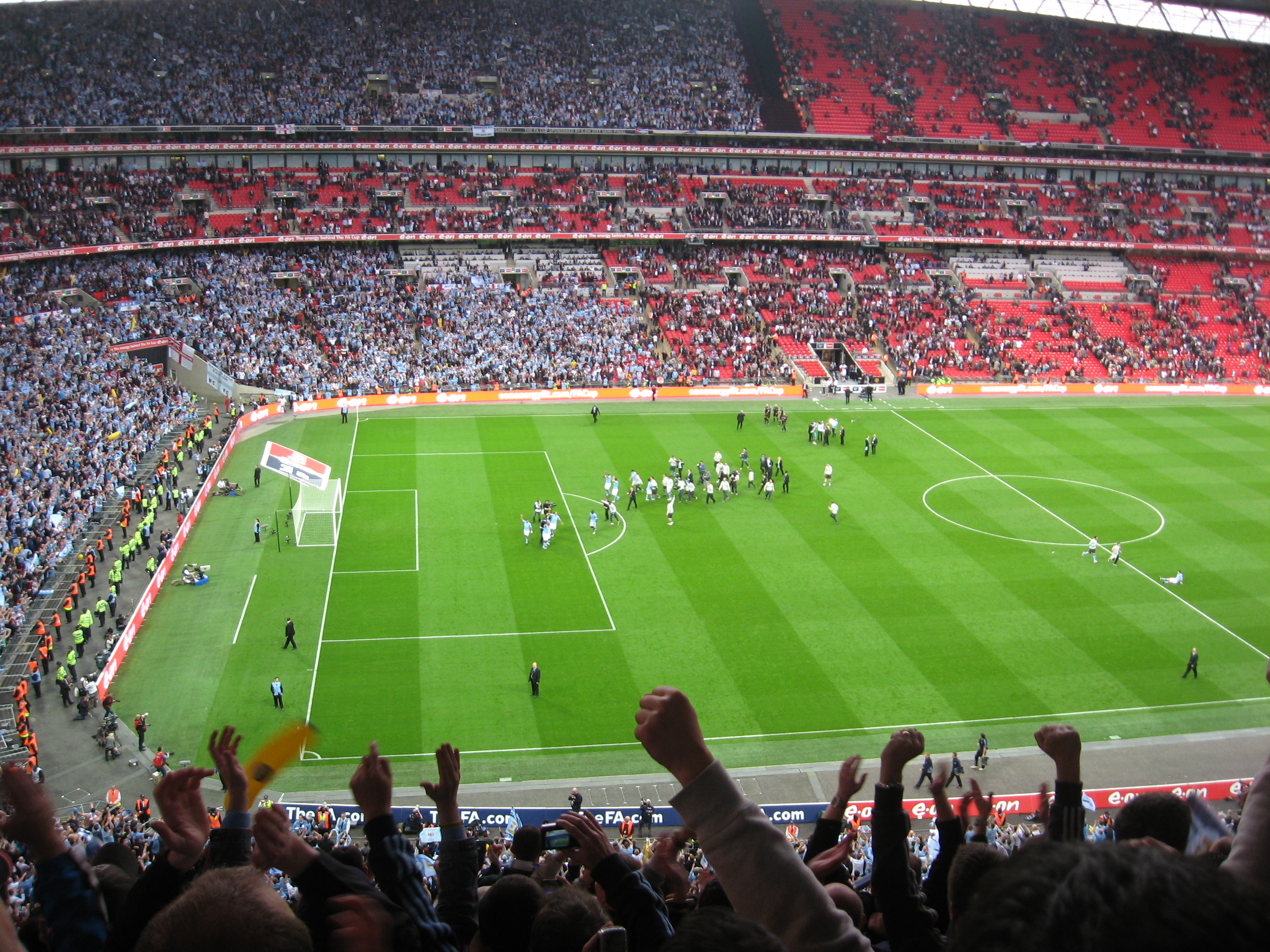
El City después de ganar 1:0 al Manchester United en semifinales.

Como equipo de la Premier League, el Manchester City entró a la competición de la FA Cup en la tercera ronda. El primer encuentro fue un empate como visitante ante al Leicester City el 9 de enero. Los Citicenz encajaron un gol en el primer minuto del encuentro, aunque James Milner y Carlos Tévez dejaron en ventaja antes del final del primer tiempo. En la segunda parte Andy king establecería el gol del empate que dejó cifras definitivas en el estadio King Power ante 31 200 espectadores. El City nuevamente enfrentó al Leicester en condición de local el 18 de enero, donde obtuvo una victoria por 4:2 con goles de Carlos Tévez, Patrick Vieira, Adam Johnson y Aleksandar Kolarov. Antes de estos partidos, el City dedicó un homenaje al exdelantero Neil James Young, quien militó durante once temporadas en el City y presentaba una enfermedad terminal antes de su muerte. Young era un jugador importante dentro del plantel y fue el autor del gol del triunfo cuando el City y Leicester se enfrentaron en la final de la FA Cup de 1969.
Para la cuarta ronda, Manchester City presentó problemas ante Notts County Football Club, un modesto club que jugaba en la Football League One (segunda división). El terreno del estadio Meadow Lane representó un serio problema para el City debido a que no se encontraba en óptimas condiciones e hizo más difícil el desarrollo del partido. La BBC criticó el terreno no solo por la condición del césped, sino también, por los juegos disputados por parte del Nottingham Rugby Football Club. Neal Bishop, centrocampista del Notts County adelantó a su equipo al minuto cincuenta y nueve después de un saque de esquina. Sin embargo, a diez minutos del final, el delantero Edin Džeko anotó el gol del empate. El 20 de febrero ambos clubes se citaron en el estadio Ciudad de Mánchester ante 27 276 personas para definir el cupo a la siguiente ronda. El encuentro se jugó con intensidad los primeros minutos, siendo Patrick Vieira uno de los jugadores más activos. Vieira anotaría dos goles al minuto treinta y siete y cincuenta y ocho, seguido de Tévez, Džeko y Micah Richards para un claro y definitivo 5:0. A partir de este encuentro, el City mantuvo su portería a cero hasta la final de la FA Cup.
En la quinta ronda se enfrentó al Aston Villa en condición de local. El mánager del Aston, Gérard Houllier, no convocó a la mayoría de los jugadores habituales por temas relacionados con la condición física, mientras que Roberto Mancini dispuso de toda su plantilla. El City consiguió la ventaja en los primeros cinco minutos por parte del africano Yaya Touré, seguido por Mario Balotelli y David Silva, en un encuentro sin grandes sobresaltos para los Citicenz.
En la sexta ronda, el Manchester City nuevamente disputó el partido en condición de local. Un encuentro muy parejo hasta el minuto setenta y cuatro, cuando el jugador Micah Richards anotó el único gol a través de un saque de esquina. El último rival que alejaba al City de la final era el Manchester United, uno de los clubes más prestigiosos de la liga inglesa. Sin embargo, el City consiguió avanzar a la instancia final del campeonato, gracias a un gol del centrocampista Yaya Touré al minuto cincuenta y dos.

### Partidos disputados
| Fecha                                                                        | Fase          | Estadio                          | Equipo          | Resultado | Equipo            |
| ---------------------------------------------------------------------------- | ------------- | -------------------------------- | --------------- | --------- | ----------------- |
| 9 de enero de 2011                                                           | Tercera ronda | King Power, Leicester            | Leicester City  | 2 - 2     | Manchester City   |
| 18 de enero de 2011                                                          | Tercera ronda | Ciudad de Mánchester, Mánchester | Manchester City | 4 - 2     | Leicester City    |
| Manchester City clasificó a la cuarta ronda por un marcador global de 6 - 4. |               |                                  |                 |           |                   |
| 30 de enero de 2011                                                          | Cuarta ronda  | Meadow Lane, Nottingham          | Notts County    | 1 - 1     | Manchester City   |
| 20 de febrero de 2011                                                        | Cuarta ronda  | Ciudad de Mánchester, Mánchester | Manchester City | 5 - 0     | Notts County      |
| Manchester City clasificó a la quinta ronda por un marcador global de 6 - 1. |               |                                  |                 |           |                   |
| 2 de marzo de 2011                                                           | Quinta ronda  | Ciudad de Mánchester, Mánchester | Manchester City | 3 - 0     | Aston Villa       |
| Manchester City clasificó a la sexta ronda.                                  |               |                                  |                 |           |                   |
| 13 de marzo de 2011                                                          | Sexta ronda   | Ciudad de Mánchester, Mánchester | Manchester City | 1 - 0     | Reading           |
| Manchester City clasificó a las semifinales.                                 |               |                                  |                 |           |                   |
| 16 de abril de 2011                                                          | Semifinales   | Wembley, Londres                 | Manchester City | 1 - 0     | Manchester United |
| Manchester City clasificó a la final.                                        |               |                                  |                 |           |                   |

### Stoke City
Stoke City también formaba parte de la Premier League y entró a la competición en tercera ronda. El equipo debutó ante el Cardiff City el 8 de enero en condición de local. Michael Chopra aventajó al Cardiff en los primeros minutos, pero el Stoke mantuvo la calma y antes de finalizar el primer tiempo igualó por medio del turco Tuncay Şanlı, al minuto cuarenta y cinco. El 18 de enero disputaron el segundo encuentro, esta vez en el estadio Cardiff City ante 13 671 espectadores. Fue un partido atípico, con pocas oportunidades de gol, por lo que se disputaron dos tiempos extras para definir el cupo a la siguiente fase. En ambos períodos agregados, el delantero Jonathan Walters anotó los goles definitivos que aseguraron la victoria; el primer gol fue de cabeza y el segundo producto de un rebote. A finales del mismo mes le ganó al club Wolverhampton Wanderers 1:0 en condición de visitante, con gol de Robert Huth al final del partido, aunque el Wolverhampton Wanderers desperdició un penalti en el último minuto.
El 19 de febrero de 2011 jugó contra el Brighton & Hove Albion de local; tres goles en la primera mitad de John Carew, Jonathan Walters y Ryan Shawcross sentenciaron el partido. En la sexta ronda enfrentaron al West Ham United, nuevamente de local. Este partido fue más equilibrado y cargado de controversias por las decisiones del árbitro Mike Jones. Robert Huth adelantó en el marcador al Stoke en los primeros minutos, pero cuando Frédéric Piquionne igualó el partido para West Ham, la decisión de adjudicar el gol enfureció a todos los jugadores del Stoke debido a que Piquionne había cometido una falta, mientras que el entrenador Tony Pulis criticó fuertemente la infracción del jugador. Al comienzo del segundo tiempo los jugadores de West Ham se sintieron agraviados cuando se concedió un penalti a favor del Stoke; Matthew Etherington se atribuyó haber sido objeto de infracción por parte de Scott Parker, aunque el corresponsal de la BBC, Chris Bevan, no compartió la decisión arbitral al afirmar: «no parece haber un contacto mínimo». Sin embargo, el portero Robert Green detuvo la ejecución de Etherington. El gol de la victoria se produjo por medio de un tiro libre que fue interceptado por Danny Higginbotham al minuto sesenta y tres, una victoria que representó el cupo a las semifinales, instancia a la que no accedía desde la temporada 1971-72. Instalado en la siguiente fase, el equipo enfrentó a Bolton Wanderers el 17 de abril ante 75 064 espectadores. Este partido fue el más memorable del Stoke en la competición, por el hecho de haber superado 5:0 al Bolton en el emblemático estadio de Wembley. Los tres primeros goles se ejecutaron al minuto once, diecisiete y treinta de la primera parte, en la segunda Jonathan Walters anotó al minuto sesenta y ocho y ochenta y uno, un registro de goles que se vio por última vez el 25 de marzo de 1939, cuando Wolverhampton Wanderers ganó al Grimsby Town en Old Trafford. Al llegar a la final, el Stoke gozaba de la clasificación a la Liga Europea de la UEFA 2011-12, debido a que Manchester City se encontraba en los tres primeros lugares de la clasificación final de la Premier League.

### Partidos disputados
| Fecha                                                                   | Fase          | Estadio                   | Equipo                  | Resultado | Equipo                 |
| ----------------------------------------------------------------------- | ------------- | ------------------------- | ----------------------- | --------- | ---------------------- |
| 8 de enero de 2011                                                      | Tercera ronda | Britannia, Stoke-on-Trent | Stoke City              | 1 - 1     | Cardiff City           |
| 18 de enero de 2011                                                     | Tercera ronda | Cardiff City, Cardiff     | Cardiff City            | 0 - 2     | Stoke City             |
| Stoke City clasificó a la cuarta ronda por un marcador global de 3 - 1. |               |                           |                         |           |                        |
| 30 de enero de 2011                                                     | Cuarta ronda  | Molineux, Wolverhampton   | Wolverhampton Wanderers | 0 - 1     | Stoke City             |
| Stoke City clasificó a la quinta ronda.                                 |               |                           |                         |           |                        |
| 19 de febrero de 2011                                                   | Quinta ronda  | Britannia, Stoke-on-Trent | Stoke City              | 3 - 0     | Brighton & Hove Albion |
| Stoke City clasificó a la sexta ronda.                                  |               |                           |                         |           |                        |
| 13 de marzo de 2011                                                     | Sexta ronda   | Britannia, Stoke-on-Trent | Stoke City              | 2 - 1     | West Ham United        |
| Stoke City clasificó a las semifinales.                                 |               |                           |                         |           |                        |
| 17 de abril de 2011                                                     | Semifinales   | Wembley, Londres          | Bolton Wanderers        | 0 - 5     | Stoke City             |
| Stoke City clasificó a la final                                         |               |                           |                         |           |                        |

### Llaves de la fase final
|  | Cuartos de final  | Cuartos de final  |                   |                  | Semifinales       | Semifinales       |  |                 | Final      | Final      |  |
|  | 12 al 13 de marzo | 12 al 13 de marzo |                   |                  | 16 al 17 de abril | 16 al 17 de abril |  |                 | 14 de mayo | 14 de mayo |  |
|  |                   |                   |                   |                  |                   |                   |  |                 |            |            |  |
|  |                   |                   |                   |                  |                   |                   |  |                 |            |            |  |
|  | Manchester City   | 1                 |                   |                  |                   |                   |  |                 |            |            |  |
|  | Manchester City   | 1                 |                   |                  |                   |                   |  |                 |            |            |  |
|  | Reading           | 0                 |                   |                  |                   |                   |  |                 |            |            |  |
|  | Reading           | 0                 |                   | Manchester City  | 1                 |                   |  |                 |            |            |  |
|  |                   |                   |                   | Manchester City  | 1                 |                   |  |                 |            |            |  |
|  |                   |                   | Manchester United | 0                |                   |                   |  |                 |            |            |  |
|  | Manchester United | 2                 | Manchester United | 0                |                   |                   |  |                 |            |            |  |
|  | Manchester United | 2                 |                   |                  |                   |                   |  |                 |            |            |  |
|  | Arsenal           | 0                 |                   |                  |                   |                   |  |                 |            |            |  |
|  | Arsenal           | 0                 |                   |                  |                   |                   |  | Manchester City | 1          |            |  |
|  |                   |                   |                   |                  |                   |                   |  | Manchester City | 1          |            |  |
|  |                   |                   | Stoke City        | 0                |                   |                   |  |                 |            |            |  |
|  | Birmingham City   | 2                 | Stoke City        | 0                |                   |                   |  |                 |            |            |  |
|  | Birmingham City   | 2                 |                   |                  |                   |                   |  |                 |            |            |  |
|  | Bolton Wanderers  | 3                 |                   |                  |                   |                   |  |                 |            |            |  |
|  | Bolton Wanderers  | 3                 |                   | Bolton Wanderers | 0                 |                   |  |                 |            |            |  |
|  |                   |                   |                   | Bolton Wanderers | 0                 |                   |  |                 |            |            |  |
|  |                   |                   | Stoke City        | 5                |                   |                   |  |                 |            |            |  |
|  | Stoke City        | 2                 | Stoke City        | 5                |                   |                   |  |                 |            |            |  |
|  | Stoke City        | 2                 |                   |                  |                   |                   |  |                 |            |            |  |
|  | West Ham United   | 1                 |                   |                  |                   |                   |  |                 |            |            |  |
|  | West Ham United   | 1                 |                   |                  |                   |                   |  |                 |            |            |  |
|  |                   |                   |                   |                  |                   |                   |  |                 |            |            |  |

## Partido final
| Estadísticas       | Estadísticas | Estadísticas    |
| Datos              | Stoke City   | Manchester City |
| ------------------ | ------------ | --------------- |
| Gol                | 0            | 1               |
| Remates            | 9            | 23              |
| Remate al arco     | 1            | 14              |
| Posesión           | 41 %         | 59 %            |
| Córner             | 2            | 8               |
| Faltas             | 9            | 14              |
| Tarjetas amarillas | 2            | 0               |
| Tarjetas rojas     | 0            | 0               |

Según el mánager de Stoke City, Tony Pulis, el equipo no era favorito para ganar la final, mientras que el entrenador del Manchester City, Roberto Mancini, indicó que el Stoke era un club a respetar y que suponía un riesgo para la competencia. Ambos clubes mantenían dudas sobre la condición física de algunos jugadores importantes, entre ellos, el argentino Carlos Tévez del City y Matthew Etherington de Stoke, el cual sufrió un desgarro en el tendón de la corva diecisiete días antes del encuentro decisivo por FA Cup, aunque ambos se recuperaron para la final. Para la mayoría de personas y aficionados al fútbol, el City mantuvo la etiqueta de favorito y eso se vio reflejado en el partido con el 59 % de posesión del balón y más de una veintena de intentos de gol, por solo nueve del City.
Ambos clubes jugaron la final con sus respectivos uniformes de origen. Stoke City jugó con camiseta roja y blanca a rayas y Manchester City con blanco y azul cielo y el escudo de armas de Mánchester en los dorsales, un emblema que siempre sobresale en los partidos trascendentales.

### Reporte
Manchester City estableció la formación 4-2-3-1, con Gareth Barry y Nigel de Jong de centrocampistas defensivos, Yaya Touré como volante de creación, mientras que Mario Balotelli y David Silva se desempeñaron en la parte ofensiva y Carlos Tévez delantero centro. Stoke City fue más conservador al utilizar un 4-4-2, una formación tradicional y habitual en muchos clubes.
Manchester City comenzó el partido de forma frenética, logrando las mejores posibilidades de gol. Esto obligó al guardameta noruego Thomas Sørensen a exigirse reiteradamente durante el transcurso del primer tiempo reglamentario. Yaya Touré fue un jugador muy activo y logró ejecutar varios disparos que inquietaron a los jugadores del Stoke.
Stoke mejoró tras el descanso pero el Manchester City gozó de una gran oportunidad en el minuto cincuenta y seis, cuando un contraataque dirigido por el argentino Carlos Tévez derivó en David Silva que encontró un espacio al extremo del campo, pero Silva fue incapaz de rematar el balón, por lo que la defensa del Stoke nuevamente se reestructuró y evitó el primer gol del City. Solo seis minutos después, en el minuto sesenta y dos, Stoke ocasionó una oportunidad de gol por medio de un remate de Kenwyne Jones que controló el portero Joe Hart. Al minuto sesenta y tres, el futbolista Matthew Etherington se retiró del encuentro, esto produjo varias dudas por parte del cuerpo técnico que vio como el Stoke disputaba la final con un hombre menos y con el marcador 0:0.
El partido transcurría de manera tensa, debido a que el marcador se encontraba empatado y a falta de pocos minutos para el final del tiempo complementario. Sin embargo, al minuto setenta y cuatro, el portero Thomas Sørensen no logró controlar un remate del africano Yaya Touré que aprovechó la ocasión después de un rebote dentro del área. Después de gol, miles de seguidores y simpatizantes del City celebraron eufóricamente, mientras que el Stoke intentaba desesperadamente anotar el gol de la paridad por medio de disparos al centro de la portería del City. Aunque Yaya Touré fue decisivo en la victoria del City, el delantero Mario Balotelli fue nombrado mejor jugador del partido por sus esfuerzos, aunque después de la final, el italiano dijo que su rendimiento en la temporada había sido una «mierda».

### Formación titular
Manchester City
| Portero                  | Defensores                                                       | Medios defensivos          | Medios ofensivos                       | Delanteros   |
| ------------------------ | ---------------------------------------------------------------- | -------------------------- | -------------------------------------- | ------------ |
| Joe Hart                 | Micah Richards Vincent Kompany Joleon Lescott Aleksandar Kolarov | Nigel de Jong Gareth Barry | David Silva Yaya Touré Mario Balotelli | Carlos Tévez |
| Formación: 4-2-3-1       |                                                                  |                            |                                        |              |
| Técnico: Roberto Mancini |                                                                  |                            |                                        |              |

Stoke City
| Portero             | Defensores                                            | Mediocampistas                                               | Delanteros                     |
| ------------------- | ----------------------------------------------------- | ------------------------------------------------------------ | ------------------------------ |
| Thomas Sørensen     | Andy Wilkinson Ryan Shawcross Robert Huth Marc Wilson | Jermaine Pennant Glenn Whelan Rory Delap Matthew Etherington | Kenwyne Jones Jonathan Walters |
| Formación: 4-4-2    |                                                       |                                                              |                                |
| Técnico: Tony Pulis |                                                       |                                                              |                                |

### Detalles del partido
|  |  |

| Manchester City F.C. 1                         | Stoke City F.C. 0          |
| ---------------------------------------------- | -------------------------- |
| 14 de mayo de 2011                             |                            |
| Estadio Wembley, Londres - 88 643 espectadores |                            |
| 25 Joe Hart                                    | 29 Thomas Sørensen         |
| 02 Micah Richards                              | 28 Andy Wilkinson 76'      |
| 04 Vincent Kompany                             | 17 Ryan Shawcross          |
| 19 Joleon Lescott                              | 04 Robert Huth 40'         |
| 13 Aleksandar Kolarov                          | 12 Marc Wilson             |
| 34 Nigel de Jong                               | 16 Jermaine Pennant        |
| 18 Gareth Barry 73'                            | 06 Glenn Whelan 85'        |
| 42 Yaya Touré                                  | 24 Rory Delap 81'          |
| 21 David Silva 90'                             | 26 Matthew Etherington 62' |
| 45 Mario Balotelli                             | 09 Kenwyne Jones           |
| 32 Carlos Tévez 88'                            | 19 Jonathan Walters        |
| Suplentes                                      | Suplentes                  |
| 01 Shay Given                                  | 27 Carlo Nash              |
| 05 Pablo Zabaleta 88'                          | 05 Danny Collins           |
| 38 Dedryck Boyata                              | 25 Abdoulaye Diagne-Faye   |
| 07 James Milner                                | 14 Danny Pugh 85'          |
| 11 Adam Johnson 73'                            | 15 Salif Diao              |
| 24 Patrick Vieira 90'                          | 18 Dean Whitehead 62'      |
| 10 Edin Džeko                                  | 22 John Carew 81'          |
| DT Roberto Mancini                             | DT Tony Pulis              |
| Yaya Touré 74'                                 |                            |
| Martin Atkinson (árbitro)                      |                            |

## Reacciones

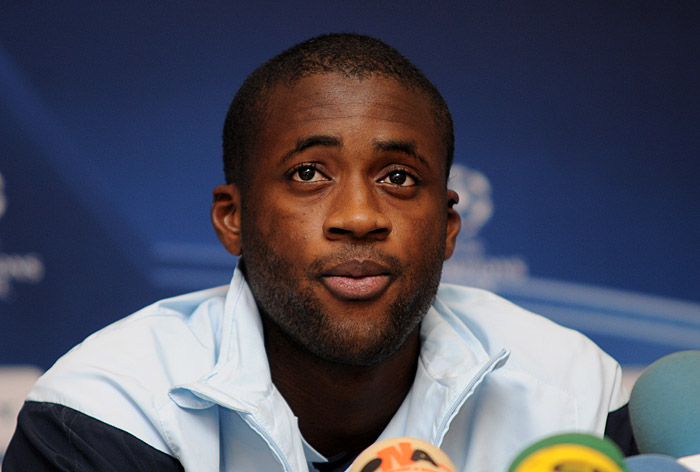
Yaya Touré fue una de las más grandes contrataciones del Manchester City.

La prensa, la crítica especializada y hasta los futbolistas reaccionaron inmediatamente después de la final. El futbolista del Manchester City, Yaya Touré, se mostró relativamente tranquilo después de obtener la FA Cup. Touré dijo que esa tranquilidad se debe a «la suerte de ganar trofeos en otros países», como ya sucedió en el Olympiacos F.C. y F.C. Barcelona, donde ganó los más importantes títulos a nivel nacional e internacional. También valoró de forma positiva su vinculación al club en 2010, al afirmar que la Premier League es una liga competitiva con muy buenos clubes: «cuando llegué a la ciudad, yo sabía que iba a ser un reto difícil porque tuvimos que ponernos al día con nuestros rivales. El fútbol inglés es tan fuerte y difícil, con muchos equipos buenos. El primer trofeo iba a ser el más difícil de ganar». Asimismo, confesó que la mayoría de seguidores del City se mostraron confiados en la final y que el equipo ganaría fácilmente, aunque Touré elogió la condición física del Stoke y dijo que «el final fue duro, muy duro».
Phil McNulty, analista deportivo y redactor jefe para la BBC, alabó el aporte futbolístico del marfileño Yaya Touré por ser el responsable del único gol del encuentro: «Yaya Touré les dio una merecida victoria en la final de la FA Cup sobre el Stoke City». Criticó al Stoke por la falta de juego y creación de oportunidades de gol en los minutos finales del encuentro, también por el bajo nivel deportivo de los jugadores, después de haber derrotado con facilidad al Bolton Wanderers 5:0 en las semifinales: «el equipo de Roberto Mancini dominó todo el tiempo contra un Stoke decepcionante».
El periódico español As valoró la exitosa temporada del Stoke y la estrategia defensiva planteada por el técnico en la final. Y aunque el City dominó el encuentro fue incapaz de anotar un gol en la primera mitad, mientras que el Stoke jugó al contragolpe, una estrategia efectiva que funcionó durante el primer tiempo y parte del segundo: Yaya Touré «rompió el cerrojo del Stoke City y propició el primer título del equipo celeste desde 1976».
Por su parte, la FIFA elogió la participación del arquero del Stoke, Thomas Sørensen. Fue uno de los mejores jugadores del Stoke y de no haber intervenido en los momentos claves del partido, el City «habría podido ganar por una mejor diferencia de goles». También resaltó el aporte económico del jeque Mansour bin Zayed Al-Nahyan al equipo, debido a que gastó € 400 000 000 en fichajes. Esta fuerte suma de dinero representó un título nacional que no se ganaba desde hace treinta y cinco años: «el City pone fin a 35 años de sequía».
Javier Estepa de Marca coincidió con la FIFA al argumentar que se necesitaron € 400 000 000 para lograr la FA Cup, un título nacional ansiado por los seguidores, jugadores y el jeque Zayed Al-Nahyan, propietario del club que «prometió a la afición títulos» desde su llegada en 2008. Estepa hizo un análisis retrospectivo, basado en las incorporaciones de jugadores destacados y la venta del club al jeque Zayed Al-Nahyan. Aunque el jeque prometió títulos desde el comienzo, fue realmente en 2010 cuando el club empezó a mostrar un cambio de identidad futbolística, que se vio reflejado en la clasificación a la Liga Europea de la UEFA 2010-11. En ese mismo año el Manchester City invirtió € 158 000 000 en David Silva, Yayá Touré, Mario Balotelli, James Milner, Kevin-Prince Boateng y Edin Džeko, lo que reforzó aún más la plantilla por tratarse de jugadores de primer nivel. La temporada fue tan exitosa que valió un «billete para la Liga de Campeones la próxima campaña y el título de la FA Cup».

## Sucesos después del partido

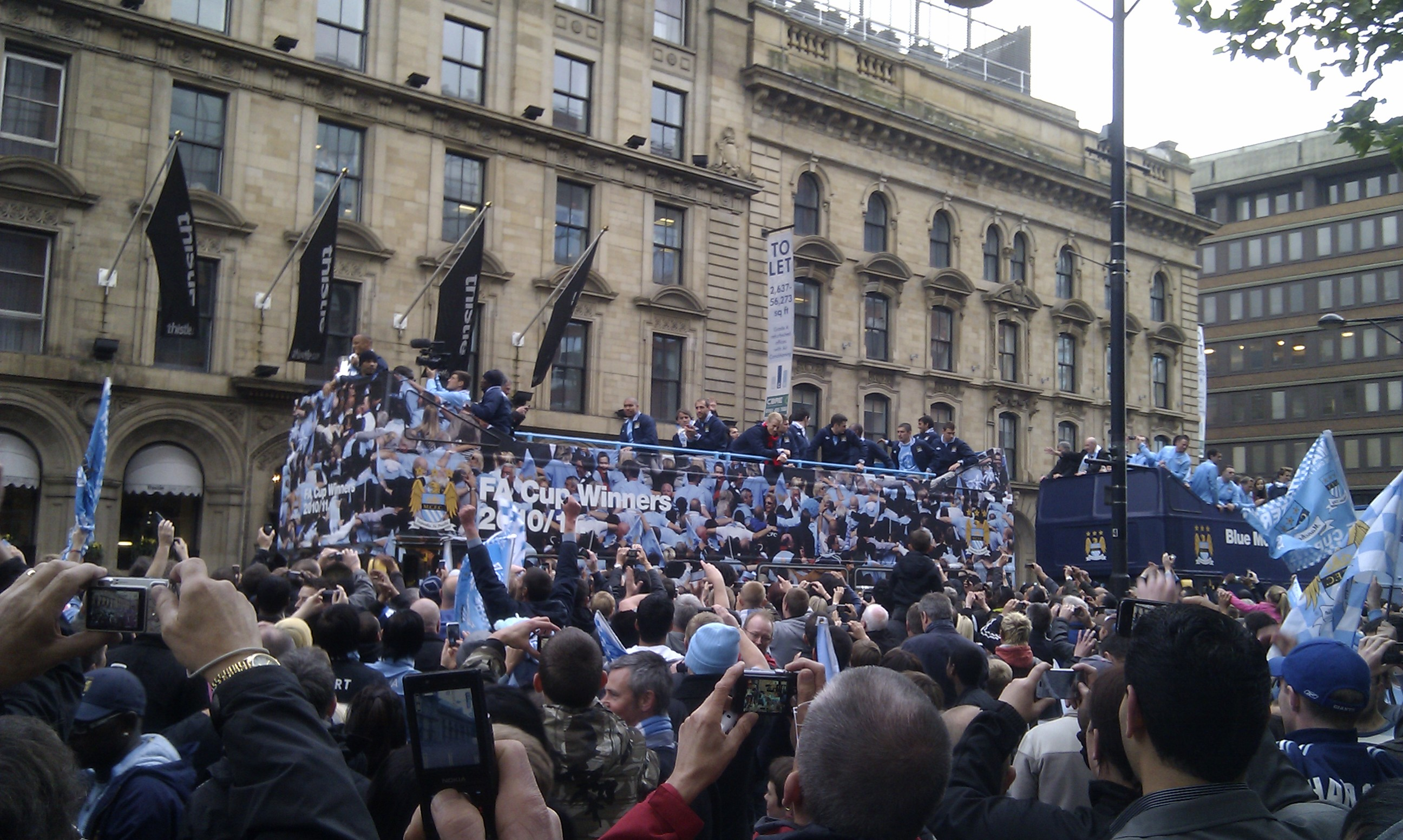
Cientos de seguidores del City festejaron la copa ganada en la calle Portland Street.

El entrenador Tony Pulis comentó tras el partido que «Manchester City fue el mejor equipo» y que «se merecían ganar el partido», mientras que Roberto Mancini le dedicó la victoria a los seguidores de Manchester City. El exfutbolista y entrenador Graham Taylor y el analista deportivo Mark Lawrenson coincidieron en que el City mereció ganar, pero expresaron su decepción por el bajo rendimiento del Stoke City en la final.
Como presidente de la asociación del fútbol desde 2006, el príncipe Guillermo, duque de Cambridge es conocido por asistir regularmente a los encuentros de los torneos ingleses como en las finales de la FA Cup de 2006 y 2007, aunque se ausentó en 2011 por su matrimonio con Catalina, duquesa de Cambridge. Mientras que el primer ministro del Reino Unido, David Cameron, otorgó las medallas a todos las jugadores de la plantilla en el estadio de Wembley. La presentación del trofeo fue realizada por el cabo del ejército británico Mark Ward, un permanente seguidor del Manchester City que sirvió en Afganistán y cuya valentía fue recompensada con la Cruz Militar. El cabo Ward entregó el trofeo al capitán del Mánchester, Carlos Tévez, después del partido.
Gracias a los buenos resultados obtenidos en la Premier League, el Manchester City clasificó directamente a la Liga de Campeones de la UEFA 2011-12 por haber terminado tercero en la clasificación final, sin embargo, el City salió de la máxima competición europea por no haber logrado las primeras posiciones en la tabla de grupo; inmediatamente quedó asignado para los dieciseisavos de final de la Liga Europea de la UEFA 2011-12. Stoke City se hizo partícipe de la competición, por el subcampeonato de la FA Cup según los reglamentos oficiales de UEFA y la Asociación del Fútbol.
En ciudad de Mánchester festejaron por los triunfos de sus equipos locales: Manchester United y Manchester City ganadores de la Premier League 2010/11 y FA Cup 2011 respectivamente. Algunos expertos de fútbol debatieron si la victoria conjunta (junto con la clasificación de ambos para la Liga de Campeones de la UEFA 2011-12) marcaría el inicio de una nueva etapa, similar a la vivida a finales de la década de 1960, cuando los dos equipos dominaron el fútbol inglés. Durante ese período, ambos ganaron el campeonato de liga una vez, además el United fue campeón de la Copa de Campeones de Europa 1968-69 y el City de la Premier League 1967-68, Community Shield de 1968, la FA Cup de 1969 y la Recopa de Europa 1969-70. Los Citicenz vivieron treinta y cinco años sin ganar un título nacional e internacional, después de obtener por última vez la Copa de la Liga de Inglaterra 1975-76; el triunfo de la FA Cup fue el punto de partida para que los seguidores del Manchester United desistieran de mensajes burlescos contra el City, en referencia a la larga sequía de títulos.
El partido fue transmitido en vivo en Reino Unido, tanto por Independent Television (ITV) como ESPN (UK). ITV proporcionó cobertura abierta mientras que ESPN ofreció la modalidad de pago por visión. Las cifras totales de audiencia se recopilaron después de la final, con un auge de 8,5 millones de espectadores registrados a través de ambos canales de televisión. ITV celebró la mayoría de la audiencia con un promedio de 6,6 millones y un máximo de 8,1 millones, mientras que el auge máximo de ESPN fue de 476 000 y un promedio de 412 000 espectadores.
Según la programación de la Premier League 2010/11 ambos clubes debían jugar la fecha treinta y siete el 14 de mayo, la misma fecha de la final de la FA Cup. Ante esta situación, el partido de la Premier League se suspendió hasta el martes 17 de mayo, fecha en la cual el City logró derrotar 3:0 al Stoke en condición de local.
El Manchester City no desfiló con el trofeo después del partido, porque pensaron que no era adecuado por la gran cantidad de simpatizantes del Stoke. Aunque el City fue invitado por el ayuntamiento de Mánchester para un desfile en la ciudad de Mánchester, después de ganar la copa. La celebración se realizó el día 23 de mayo y comenzó a las 18 h en la plaza Albert Square, donde 10 000 personas se hicieron presentes para ver al equipo desfilar en autobús por las calles del centro de la ciudad, aunque estas vías fueron previamente cerradas por los preparativos. El autobús recorrió las principales vías, entre ellas, Princess Street, Piccadilly Gardens, Newton Street y Great Ancoats Street. El desfile llegó hasta Ashton New Road y después se trasladaron al estadio del City, donde miles de seguidores y simpatizantes esperaban a los jugadores para brindar la bienvenida al equipo local. La recepción dentro del estadio fue especial, aunque 40 000 personas reclamaron entradas gratuitas por la celebración de la copa. Según la policía de Mánchester, el desfile atrajo a una multitud de más de 100 000 personas.